# USS Barbero (SS-317)
USS Barbero (SS/SSA/SSG-317) là một  tàu ngầm lớp Balao từng phục vụ cùng Hải quân Hoa Kỳ trong Chiến tranh Thế giới thứ hai. Nó là chiếc tàu chiến duy nhất của Hải quân Hoa Kỳ được đặt cái tên này, theo tên họ Cá đuôi gai. Nó đã phục vụ trong Thế Chiến II, thực hiện được hai chuyến tuần tra và đánh chìm ba tàu Nhật Bản với tổng tải trọng 9.126 tấn. Được cho ngừng hoạt động sau khi xung đột chấm dứt vào năm 1946, nó được huy động trở lại để tiếp tục phục vụ trong cuộc Chiến tranh Lạnh từ năm 1948 đến năm 1964, lần lượt được cải biến thành tàu ngầm vận tải SSA-317, rồi thành một tàu ngầm mang tên lửa hành trình SSM-N-8 Regulus SSG-317. Con tàu cuối cùng bị đánh chìm như một mục tiêu ngoài khơi Trân Châu Cảng vào năm 1964. Barbero được tặng thưởng hai Ngôi sao Chiến trận do thành tích phục vụ trong Thế Chiến II.

## Thiết kế và chế tạo
Thiết kế của lớp Balao được cải tiến dựa trên  tàu ngầm lớp Gato dẫn trước, là một kiểu tàu ngầm hạm đội có tốc độ trên mặt nước cao, tầm hoạt động xa và vũ khí mạnh để tháp tùng hạm đội chiến trận. Khác biệt chính so với lớp Gato là ở cấu trúc lườn chịu áp lực bên trong dày hơn, và sử dụng thép có độ đàn hồi cao (HTS: High-Tensile Steel), cho phép lặn sâu hơn đến 400 ft (120 m). Con tàu dài 311 ft 9 in (95,02 m) và có trọng lượng choán nước 1.526 tấn Anh (1.550 t) khi nổi và 2.424 tấn Anh (2.463 t) khi lặn. Chúng trang bị động cơ diesel dẫn động máy phát điện để cung cấp điện năng cho bốn động cơ điện, đạt được công suất 5.400 shp (4.000 kW) khi nổi và 2.740 shp (2.040 kW) khi lặn, cho phép đạt tốc độ tối đa 20,25 hải lý trên giờ (37,50 km/h) và 8,75 hải lý trên giờ (16,21 km/h) tương ứng. Tầm xa hoạt động là 11.000 hải lý (20.000 km) khi đi trên mặt nước ở tốc độ 10 hải lý trên giờ (19 km/h) và có thể hoạt động kéo dài đến 75 ngày.
Tương tự như lớp Gato dẫn trước, lớp Balao được trang bị mười ống phóng ngư lôi 21 in (530 mm), gồm sáu ống trước mũi và bốn ống phía phía đuôi tàu, chúng mang theo tối đa 24 quả ngư lôi. Vũ khí trên boong tàu gồm một hải pháo 4 inch/50 caliber, một khẩu pháo phòng không Bofors 40 mm nòng đơn và một khẩu đội Oerlikon 20 mm nòng đôi, kèm theo hai súng máy .50 caliber. Trên tháp chỉ huy, ngoài hai kính tiềm vọng, nó còn trang bị ăn-ten radar SD phòng không và SJ dò tìm mặt biển. Tiện nghi cho thủy thủ đoàn bao gồm điều hòa không khí, thực phẩm trữ lạnh, máy lọc nước, máy giặt và giường ngủ cho hầu hết mọi người, giúp họ chịu đựng cái nóng nhiệt đới tại Thái Bình Dương cùng những chuyến tuần tra kéo dài đến hai tháng rưỡi.
Barbero được đặt lườn tại xưởng tàu của hãng Electric Boat Company ở Groton, Connecticut vào ngày 25 tháng 3, 1943. Nó được hạ thủy vào ngày 12 tháng 12, 1943, được đỡ đầu bởi bà Katherine R. Keating, và được cho nhập biên chế cùng Hải quân Hoa Kỳ vào ngày 29 tháng 4, 1944 dưới quyền chỉ huy của Hạm trưởng, Thiếu tá Hải quân Irvin Swander Hartman.

## Lịch sử hoạt động

### 1944
Sau khi hoàn tất việc chạy thử máy huấn luyện tại các vùng biển ngoài khơi Block Island và Long Island, Barbero khởi hành từ Căn cứ Tàu ngầm Hải quân New London vào ngày 5 tháng 6, 1944 để đi đến Key West, Florida, nơi nó được sửa chữa và huấn luyện cho đến ngày 20 tháng 6 nhằm chuẩn bị để được điều động sang khu vực Mặt trận Thái Bình Dương. Nó băng qua kênh đào Panama và đi đến Trân Châu Cảng vào ngày 15 tháng 7.

#### Chuyến tuần tra thứ nhất
Khởi hành từ Trân Châu Cảng vào ngày 9 tháng 8 cho chuyến tuần tra đầu tiên, Barbero đi đến khu vực tuần tra ở phía Đông Philippines ngoài khơi eo biển San Bernardino vào ngày 24 tháng 8, nơi nó canh phòng phản ứng của Hải quân Đế quốc Nhật Bản đối với cuộc đổ bộ của lực lượng Đồng Minh lên Palau. Tuy nhiên nó đã không bắt gặp mục tiêu nào phù hợp hay tàu chiến nào tiến ra vùng chiến sự. Nó đã bắn 25 phát đạn pháo 5-inch nhắm vô hiệu hóa một trạm radar đối phương trên đảo Batag, Bắc Samar trước khi rời khu vực vào ngày 24 tháng 9, quay về đến căn cứ Fremantle, Australia vào ngày 4 tháng 10, nơi chiếc tàu ngầm được tái trang bị.

#### Chuyến tuần tra thứ hai
Rời Fremantle vào ngày 26 tháng 10 cho chuyến tuần tra thứ hai, Trung tá Hartman hạm trưởng của Barbero đồng thời đảm nhiệm chỉ huy hoạt động của một đội tấn công phối hợp "Bầy sói" vốn còn bao gồm các tàu ngầm Haddo (SS-255) và Redfin (SS-272). Trong giai đoạn từ ngày 26 tháng 10 đến ngày 15 tháng 11, đơn vị đã tuần tra tại khu vực eo biển Makassar và khu vực phía Tây Mindoro. Sau khi đối đầu với tàu tuần tra và pháo bờ biển đối phương khi băng qua eo biển Lombok vào ngày 2 tháng 11, nó đã phóng ngư lôi đánh chìm tàu chở hàng Kramasan Maru (1.995 tấn). Sau đó vào ngày 8 tháng 11, trong một đợt tấn công phối hợp với "Bầy sói" nhắm vào một đoàn tàu bao gồm hai tàu chở dầu được hai tàu săn ngầm hộ tống, nó tiếp tục đánh chìm chiếc Shimotsu Maru (2.854 tấn) trong khi Redfin có công đánh chìm chiếc tàu chở dầu còn lại. Barbero ghé đến đảo Mios Woendi thuộc quần đảo Schouten vào ngày 15 tháng 11 để được tái trang bị và sửa chữa nhỏ trước khi tiếp tục chuyến tuần tra.
Rời Mios Woendi vào ngày 18 tháng 11 để tiếp tục hoạt động tuần tra tại khu vực biển Đông về phía Đông Bắc Borneo, vào ngày 24 tháng 12, Barbero tấn công một đoàn bốn tàu buôn được hộ tống, đánh chìm một tàu chở dầu khoảng 7.500 tấn và gây hư hại cho một chiếc khác khoảng 5.000 tấn. Đến ngày hôm sau 25 tháng 12, nó tiếp tục đánh chìm tàu chở hàng Junpo Maru (4.277 tấn). Hai ngày sau đó, trong khi tìm cách băng qua eo biển Lombok, nó bị máy bay đối phương tấn công, và mảnh một quả bom ném xuống gần sát tàu đã gây hư hại hộp số giảm tốc động cơ bên mạn trái. Nó quay trở về đến Fremantle vào ngày 2 tháng 1, 1945 chỉ với một động cơ bên mạn phải.

### 1945
Quay về vùng bờ Đông, Barbero được đại tu và sửa chữa tại Xưởng hải quân Portsmouth từ ngày 7 tháng 3 đến ngày 6 tháng 7, 1945. Rời xưởng tàu, nó đi đến Căn cứ Tàu ngầm Hải quân New London vào ngày hôm sau trước khi khởi hành vào ngày 11 tháng 7 để quay lại Mặt trận Thái Bình Dương ngang qua kênh đào Panama. Nó đi đến Trân Châu Cảng vào ngày 15 tháng 8, đúng vào lúc Nhật Bản chấp nhận đầu hàng giúp chấm dứt vĩnh viễn cuộc xung đột. Nó tiếp tục lên đường vào ngày 21 tháng 8 để hướng sang Saipan thuộc quần đảo Mariana, nhưng được gọi quay trở lại Trân Châu Cảng ba ngày sau đó. Chiếc tàu ngầm rời Trân Châu Cảng vào ngày 29 tháng 8 để quay trở về San Francisco, California, và đi đến Xưởng hải quân Mare Island tại Vallejo, California vào ngày 5 tháng 9.
Barbero được cho xuất biên chế tại Xưởng hải quân Mare Island vào ngày 25 tháng 4, 1946, và được đưa về Hạm đội Dự bị Thái Bình Dương.

### 1948 - 1950
Sau khi được cải biến thành một tàu ngầm chở hàng tại Xưởng hải quân Mare Island, Barbero được xếp lại lớp với ký hiệu lườn mới SSA-317 vào ngày 1 tháng 3, 1948, và nhập xuất biên chế trở lại vào ngày 26 tháng 7, 1948, được điều về Hạm đội Thái Bình Dương. Trong giai đoạn từ tháng 10, 1948 đến tháng 3, 1950, nó tham gia nhiều cuộc thử nghiệm nhằm đánh giá khả năng vận chuyển, và sau khi kết thúc thử nghiệm, con tàu lại được cho xuất biên chế vào ngày 30 tháng 6, 1950.

### 1955 - 1964
Barbero được kéo đến Xưởng hải quân Mare Island vào ngày 1 tháng 2, 1955 để được cải biến theo Đề án SCB-118 để có thể vận hành tên lửa hành trình Regulus I. Nó được xếp lại lớp với ký hiệu lườn mới SSG-317 và nhập xuất biên chế trở lại vào ngày 28 tháng 10, 1955 dưới quyền chỉ huy của Hạm trưởng, Thiếu tá Hải quân Samuel T. Bussey. Nó trở thành chiếc tàu ngầm thứ hai được trang bị tên lửa Regulus I có khả năng mang đầu đạn hạt nhân, sau chiếc Tunny (SSG-282). Con tàu được trang bị hầm chứa hai quả tên lửa và bệ phóng đặt trên boong phía sau; một trong những hạn chế là con tàu phải nổi lên mặt biển để phóng, và đòi hỏi hệ thống dẫn đường từ chiếc tàu ngầm hoặc từ một nền tảng khác sau khi phóng.
Sau khi phóng thử nghiệm quả tên lửa đầu tiên tại khu vực thử nghiệm tên lửa gần đảo San Clemente, California từ ngày 14 tháng 3, 1956 đến tháng 4, Barbero băng qua kênh đào Panama để gia nhập Hạm đội Đại Tây Dương, đặt căn cứ tại Norfolk, Virginia. Nó hoạt động trong chương trình phòng thủ quốc gia khi tuần tra răn đe tại khu vực Đại Tây Dương trong ba năm tiếp theo, theo chính sách đặt một tàu ngầm Regulus mỗi bên bờ đại dương. Đến ngày 1 tháng 7, 1959, nó lại được điều động quay trở lại cùng Hải đội Tàu ngầm 1 trực thuộc Hạm đội Thái Bình Dương để tuần tra răn đe tại khu vực Thái Bình Dương, khi chính sách thay đổi bố trí mọi tàu ngầm Regulus tại khu vực này. Nó thường xuyên cùng với Tunny tuần tra để luôn luôn có bốn tên lửa sẵn sàng hoạt động.
Đi vào Xưởng hải quân Trân Châu Cảng vào tháng 1, 1962, Barbero trải qua đợt đại tu kéo dài năm tháng. Sau khi rời xưởng tàu vào tháng 6, nó hoạt động tại chỗ và tiến hành huấn luyện ôn tập trước khi thực hiện chuyến tuần tra răn đe duy nhất trong thời gian còn lại của năm 1962. Con tàu có thêm hai chuyến tuần tra răn đe trong năm 1963, và viếng thăm các cảng tại Viễn Đông vào lúc kết thúc các chuyến đi này. Sau khi kiểu tên lửa Regulus được thay thế bằng tên lửa đạn đạo phóng từ tàu ngầm UGM-27 Polaris vào năm 1964, Barbero được cho xuất biên chế vào ngày 30 tháng 6, 1964. Tên nó được cho rút khỏi danh sách Đăng bạ Hải quân vào ngày 1 tháng 7, 1964, và con tàu cuối cùng bị loại bỏ như một mục tiêu, bị tàu ngầm Greenfish (SS-351) đánh chìm ngoài khơi Trân Châu Cảng vào ngày 7 tháng 10, 1964.

## Phần thưởng
Barbero được tặng thưởng haiNgôi sao Chiến trận do thành tích phục vụ trong Thế Chiến II. Nó được ghi công đã đánh chìm ba tàu Nhật Bản với tổng tải trọng 9.126 tấn.
|                           |  |  |
| Bronze star · Bronze star |  |  |

| Dãi băng Hoạt động Tác chiến                                            | Dãi băng Hoạt động Tác chiến         | Huân chương Chiến dịch Hoa Kỳ        | Huân chương Chiến dịch Hoa Kỳ         |
| Huân chương Chiến dịch Châu Á-Thái Bình Dương với 2 Ngôi sao Chiến trận | Huân chương Chiến thắng Thế Chiến II | Huân chương Chiến thắng Thế Chiến II | Huân chương Phục vụ Phòng vệ Quốc gia |